# Betty Ford
Elizabeth Ann Bloomer Warren Ford (ur. 8 kwietnia 1918 w Chicago, zm. 8 lipca 2011 w Rancho Mirage) – żona Geralda Forda, jedna z założycielek kliniki Betty Ford Center do zwalczania uzależnień; pierwsza dama Stanów Zjednoczonych w latach 1974–1977.

## Życiorys
Urodziła się 8 kwietnia 1918 roku w Chicago, jako córka kupca, Williama Bloomera i jego żony Hortense. Od wczesnego dzieciństwa była nazywana „Betty”. W 1921 roku przeniosła się z rodziną do Grand Rapids, gdzie uczęszczała do szkoły tańca. Po śmierci ojca w 1934 roku pomagała matce w utrzymaniu domu. Pracowała dorywczo jako modelka i tancerka. Dwa lata później ukończyła Central High School. Uczęszczała też do Bennington School of Dance, gdzie poznała Marthę Graham, która została jej mentorką.
Po pewnym czasie zrezygnowała z kariery tancerki i powróciła do rodzinnego domu. Niebawem poznała i poślubiła agenta ubezpieczeniowego Williama Warrena. Z powodu zmian miejsca pracy Warrena często się przeprowadzali. Po pięciu latach małżeństwa rozwiodła się z mężem. W tym samym roku poznała Geralda Forda, którego poślubiła w 1948. Ponieważ trwała kampania wyborcza do Izby Reprezentantów, młodzi nie udali się w podróż poślubną. Zaraz po zwycięskich wyborach przenieśli się do Waszyngtonu.
Na początku lat 70. nalegała na męża, by zakończył działalność polityczną, w wyniku czego Ford obiecał w 1974 roku po raz ostatni kandydować do Kongresu. Jednakże jesienią 1973 roku dotychczasowy wiceprezydent Spiro T. Agnew podał się do dymisji, a Ford został jego następcą. Betty została wówczas drugą damą. Po ośmiu miesiącach, w wyniku afery Watergate, Richard Nixon zrzekł się urzędu. 9 sierpnia 1974 Ford został nowym prezydentem, a jego żona – pierwszą damą. Po wprowadzeniu się do Białego Domu znacznie zliberalizowała zwyczaje w nim panujące, w porównaniu z czasami, gdy pierwszą damą była Pat Nixon. Z chęcią wyprawiała dużą liczbę przyjęć. Wprawdzie nie organizowała konferencji prasowych, ale utrzymywała ciepłe relacje z mediami, poprzez nieformalne rozmowy w trakcie imprez. Miała duży wpływ na decyzje męża, m.in. popierając pełną amnestię dla Nixona. Często wyrażała także kontrowersyjne poglądy, m.in. chwaliła decyzję Sądu Najwyższego legalizującą aborcję. Poglądy te były niezgodne z przekonaniami konserwatywnych wyborców, a prawicowa gazeta „National Review” oskarżyła pierwszą damę o „przeredagowanie dekalogu”. Ponadto lobbowała na rzecz uchwalenia Equal Rights Amendment, czyli poprawki konstytucyjnej, wprowadzającej równouprawnienie kobiet. Aktywnie opowiadała się też za zwiększeniem liczby kobiet we władzach i rejestracją broni palnej osób prywatnych. Wobec tych działań prezydent powołał Carlę Hill na sekretarza urbanizacji, a Annę Armstrong na ambasadora w Wielkiej Brytanii. Odmówił jednak nominacji kobiety do Sądu Najwyższego. Pomimo że walczyła o prawa kobiet, była niechętna feministkom, które szydziły z roli gospodyni domowej. Włączała się także w opiekę nad ubogimi i dziećmi z rozbitych rodzin. Popierała program pomocy dla osób starszych i niepełnosprawnych.
Za swoją działalność jako pierwsza dama USA otrzymała Prezydencki Medal Wolności (1991), Złoty Medal Kongresu (1998), Nagrodę Woodrowa Wilsona (2003) oraz tytuł Człowieka Roku tygodnika „Time” (1975).
W 1975 roku poparła decyzję męża o ubieganiu się o reelekcję, pomimo że kilka lat wcześniej była temu przeciwna. Brała udział w konwencjach partyjnych i spotkaniach z wyborcami. Porażka w wyborach odbiła się znacznie na jej zdrowiu. Wkrótce potem Fordowie opuścili Biały Dom. Zamieszkali w Rancho Mirage, gdzie Gerald zmarł 26 grudnia 2006 roku. Pomimo podeszłego wieku i słabego zdrowia, Betty wzięła udział w ogólnokrajowych uroczystościach pogrzebowych. Sama zmarła 8 lipca 2011 roku.

## Życie prywatne
Elizabeth Ann Bloomer poślubiła Williama C. Warrena w 1942 roku. Małżeństwo to nie było udane, jednak decyzja o rozwodzie była odwlekana, z powodu złego stanu zdrowia Warrena (cierpiał na cukrzycę). W 1947 orzeczono pomiędzy nimi rozwód.
15 października 1948 wyszła za mąż za Geralda Forda w Kościele episkopalnym. Mieli trzech synów: Michaela Geralda (ur. 1950), Johna Gardnera (ur. 1952), Stevena Meigsa (ur. 1956) i jedną córkę – Susan Elizabeth (ur. 1957).

## Zdrowie
Latem 1964 roku zaczęły się jej dolegliwości bólowe, spowodowane skurczem nerwu, a także postępującym artretyzmem. Zaczęła wówczas regularnie zażywać leki przeciwbólowe. Tuż przed wprowadzeniem się do Białego Domu, wykryto u niej raka piersi. Upubliczniła tę informację co sprawiło, że wiele Amerykanek poddało się badaniom kontrolnym. Sama przeszła zabieg mastektomii. Gdy w 1976 roku jej mąż przegrał z Jimmym Carterem wybory prezydenckie, podupadła na zdrowiu i ponownie wpadła w uzależnienie od leków. Dwa lata później zdała sobie także sprawę, że jest alkoholiczką i udała się na kurację odwykową do Alcohol and Drug Rehabilitation Service w Long Beach. Wkrótce potem upubliczniła swoją chorobę. W 1982 roku założyła ośrodek do walki z uzależnieniami Betty Ford Center for Drug and Alcohol Rehabilitation. Gdy jej stan zdrowia się pogorszył, kierownictwo ośrodka przekazała córce, Susan. Jej walka z nałogiem została opisana w autobiografii „Betty: A Glad Awakening” (1987) i serialu biograficznym pt. „The Betty Ford Story”. Jesienią 1987 roku przeszła zabieg poczwórnego bypassu w Eisenhower Medical Center.